# Žim
Obec Žim se nachází v okrese Teplice v Ústeckém kraji. Žije v ní 238 obyvatel.

## Název
Jméno vesnice je nejspíše odvozeno jako zkrácenina z osobního jména Žimunt. V historických pramenech se název objevuje ve tvarech: Zym (1352), de Zimie (1392), Zym (1406), in Zymy (1406), w Zimie (1545), v Žimě (1568), Zymi (1601), Šina a Schyna (1654), Schima a Žina (1787), a Žim nebo Schima (1848).

## Historie
První písemná zmínka o obci pochází z roku 1352.

## Obyvatelstvo
|                                                         | 1869 | 1880 | 1890 | 1900 | 1910 | 1921 | 1930 | 1950 | 1961 | 1970 | 1980 | 1991 | 2001 | 2011 |
| ------------------------------------------------------- | ---- | ---- | ---- | ---- | ---- | ---- | ---- | ---- | ---- | ---- | ---- | ---- | ---- | ---- |
| Obyvatelé                                               | 229  | 214  | 187  | 237  | 259  | 246  | 262  | 217  | 189  | 150  | 142  | 106  | 114  | 139  |
| Domy                                                    | 40   | 40   | 32   | 37   | 38   | 42   | 50   | 44   | 47   | 35   | 37   | 38   | 39   | 45   |
| Data z roku 1961 zahrnují i domy z místní části Záhoří. |      |      |      |      |      |      |      |      |      |      |      |      |      |      |

## Pamětihodnosti
- Farní kostel Nalezení svatého Kříže byl postaven v 16. století na místě starší stavby. V průčelní západní věži se na dřevěné konstrukci nachází bohatě zdobený zvon z roku 1571 od Brikcího z Cimperka. V minulosti se tu nacházel zvon z roku 1518 od Tomáše z Litoměřic, zrekvírovaný za první světové války. Sanktusník umístěný na sakristii je prázdný, býval v něm zavěšen zvon z roku 1794 od Josefa Pitschmanna.[7] Kostel je dnes liturgicky nevyužit. Bohoslužebným účelům slouží jen jednou ročně, kdy je zde slavena poutní Mše svatá.
- Socha Bičovaného Krista (nepřesně Ecce Homo) z poloviny 18. století zrekonstruovaná v roce 2017[8]
- Fara
- Kaple Panny Marie v Záhoří. Kaple z roku 1810 stojí v obci při průjezdní silnici. Je prázdná, pouze v centrální věžičce zvon na ocelovém závěsu
- Pomník obětem první světové války u kostela

## Doprava
Územím obce prochází lokální železnice Lovosice – Teplice se zastávkou Žim. Osobní vlaky jezdí v dvouhodinovém intervalu. Autobusová doprava je sporadická.

## Části obce
- Žim
- Záhoří

## Galerie

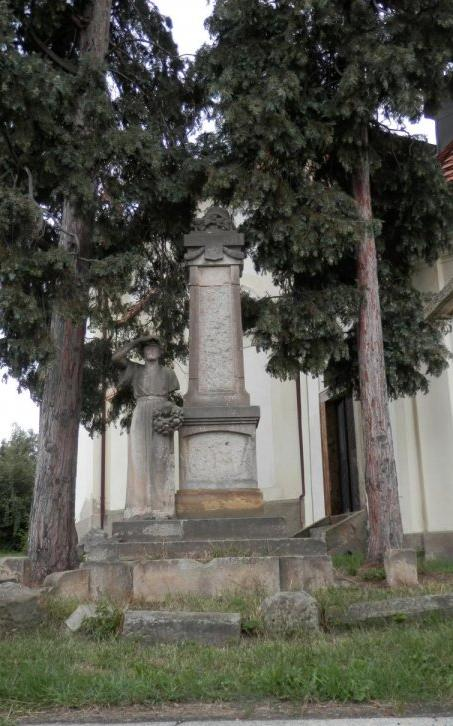
Pomník obětem první světové války
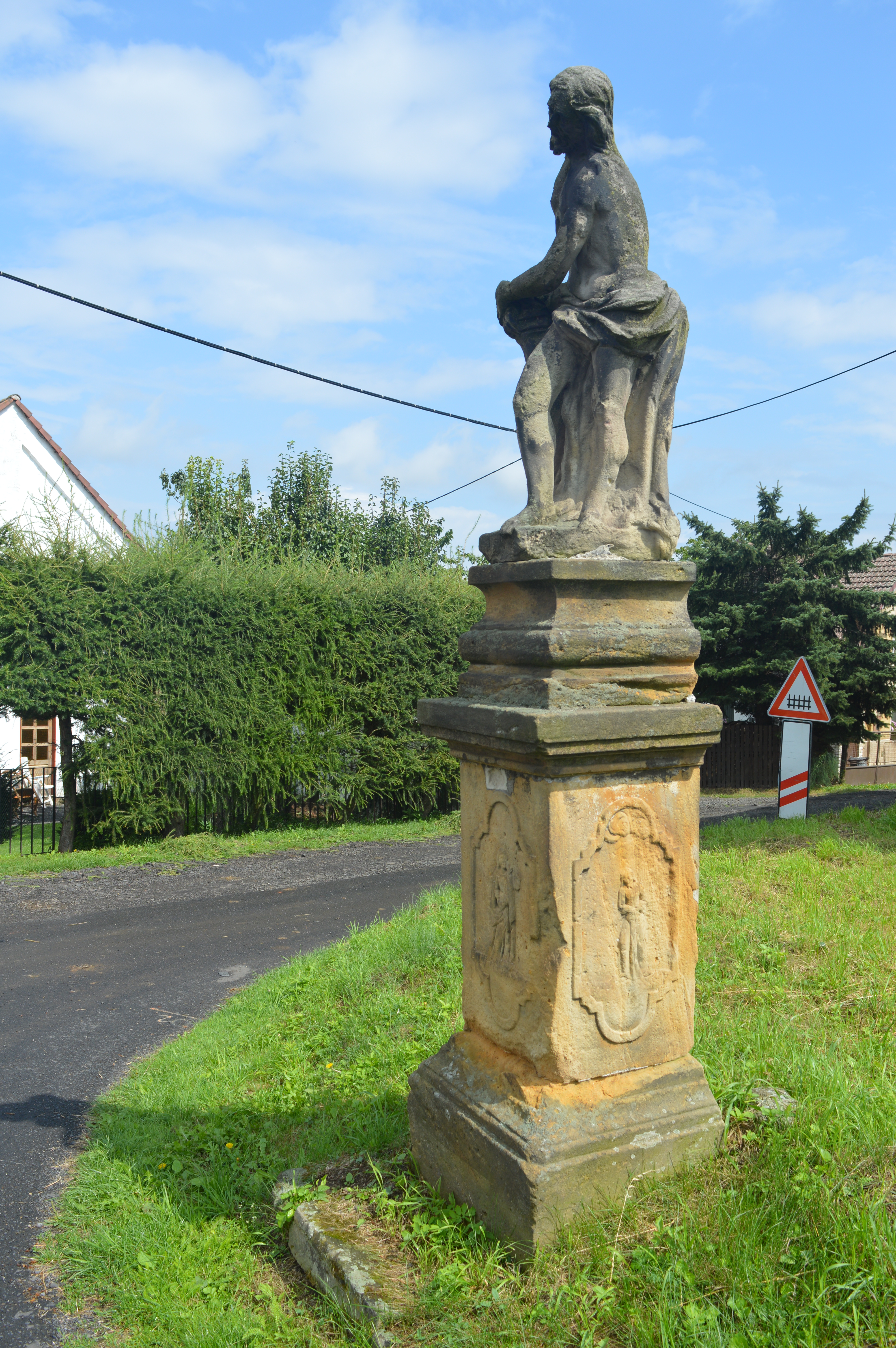
Socha Bičovaného Krista
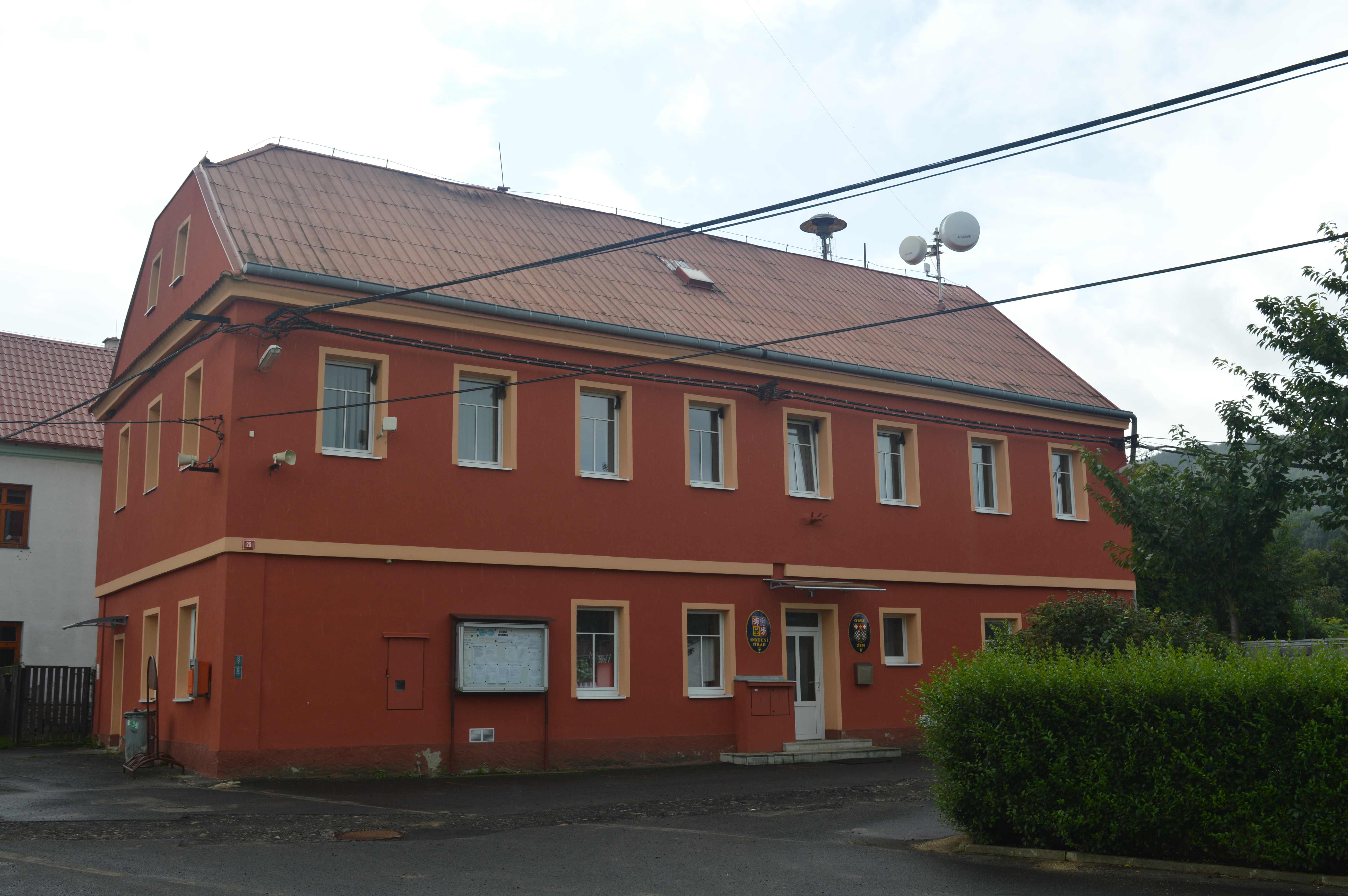
Obecní úřad